# Pierre Pica

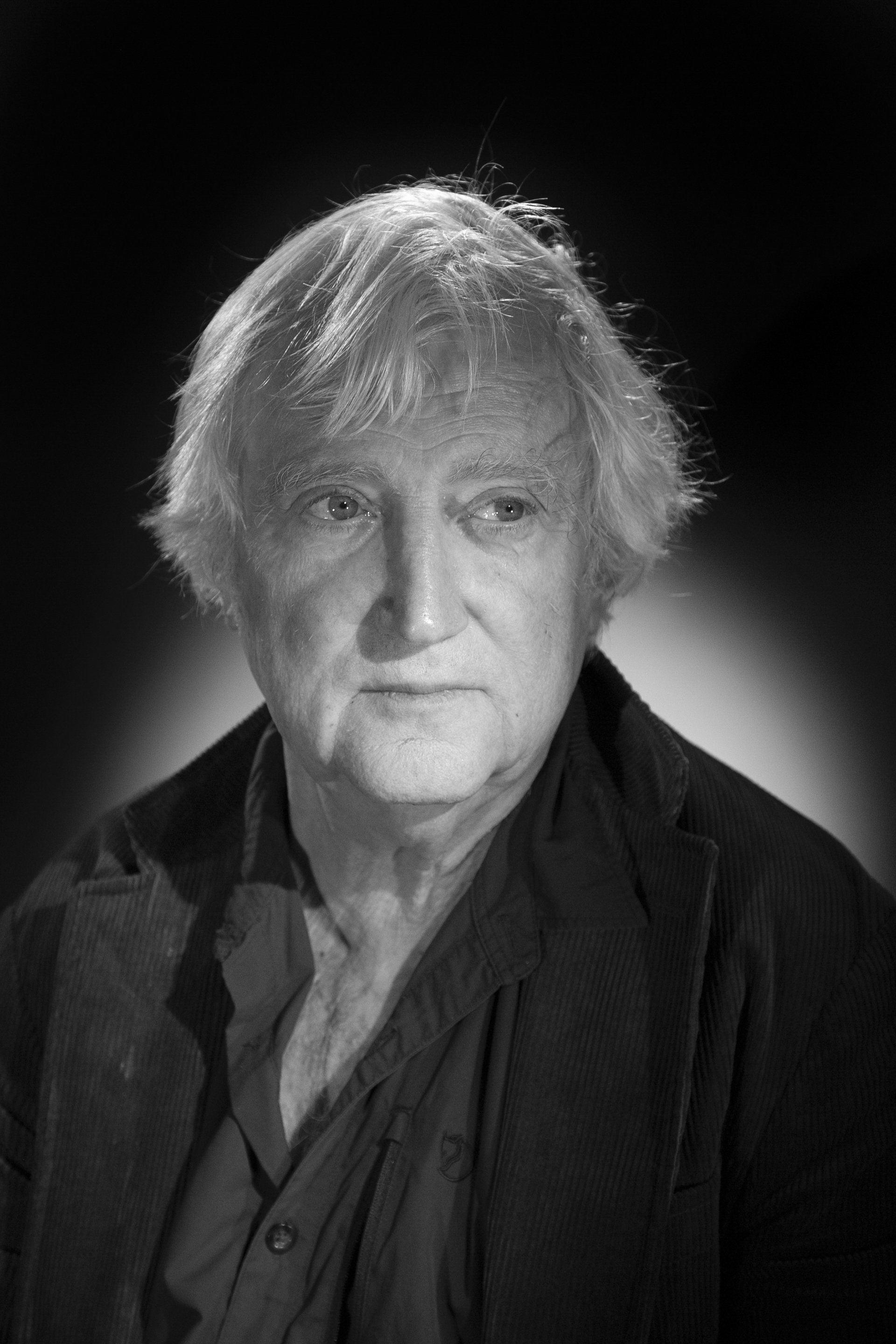
Pierre Pica

Pierre Pica (Nice, 5 de janeiro de 1951) é um linguista francês, pesquisador associado (chargé de Recherche) do Centre national de la recherche scientifique (CNRS) de Paris. 
Professor visitante no Instituto do Cérebro da Universidade Federal do Rio Grande do Norte, Pica é um especialista em linguística teórica, mais especificamente em sintaxe comparativa. 
Dr. Pica tem concentrado sua pesquisa na noção de parâmetros em linguística. Suas pesquisas também tem mostrado que propriedades de pronomes reflexivos podem ser derivados de suas propriedades morfológicas. Ele estuda atualmente a distinção entre aspectos internos e externos da Linguagem e também está trabalhando na distinção mais precisa entre Competência e performance.
Durante os últimos trinta anos, Pica tem recebido destaque devido seu trabalho em Binding Theory e evidencialidade. Mais recentemente, ele tem trabalhado com Mundurucu (linguagem falada por um grupo indígena no estado do Pará, Brasil). Ele está atualmente trabalhando em colaboração com Stanislas Dehaene, Elizabeth Spelke, e Sidarta Ribeiro em um estudo sobre expressões numéricas e enumeração com Mundurucu. Ele enfatiza a importância destes dados para o estudo da interação entre a Linguagem e o restrito conjunto do núcleo de conhecimento pré-verbal.
Esta pesquisa também acentua a importância da noção de vazio cultural, como definido por Kenneth Hale em seu trabalho seminal de 1975, opondo-se à hipótese relacionada ao relativismo, como proposto por Edward Sapir e Benjamin Whorf, a qual tende a demonstrar que o conhecimento, mesmo a cultura, pode em parte ser reduzido a um pequeno conjunto de intuições e princípios universais. Esta pesquisa tem originado uma série de publicações na revista científica Science.